# Sankt-Petri-Kirche (Schwanebeck)

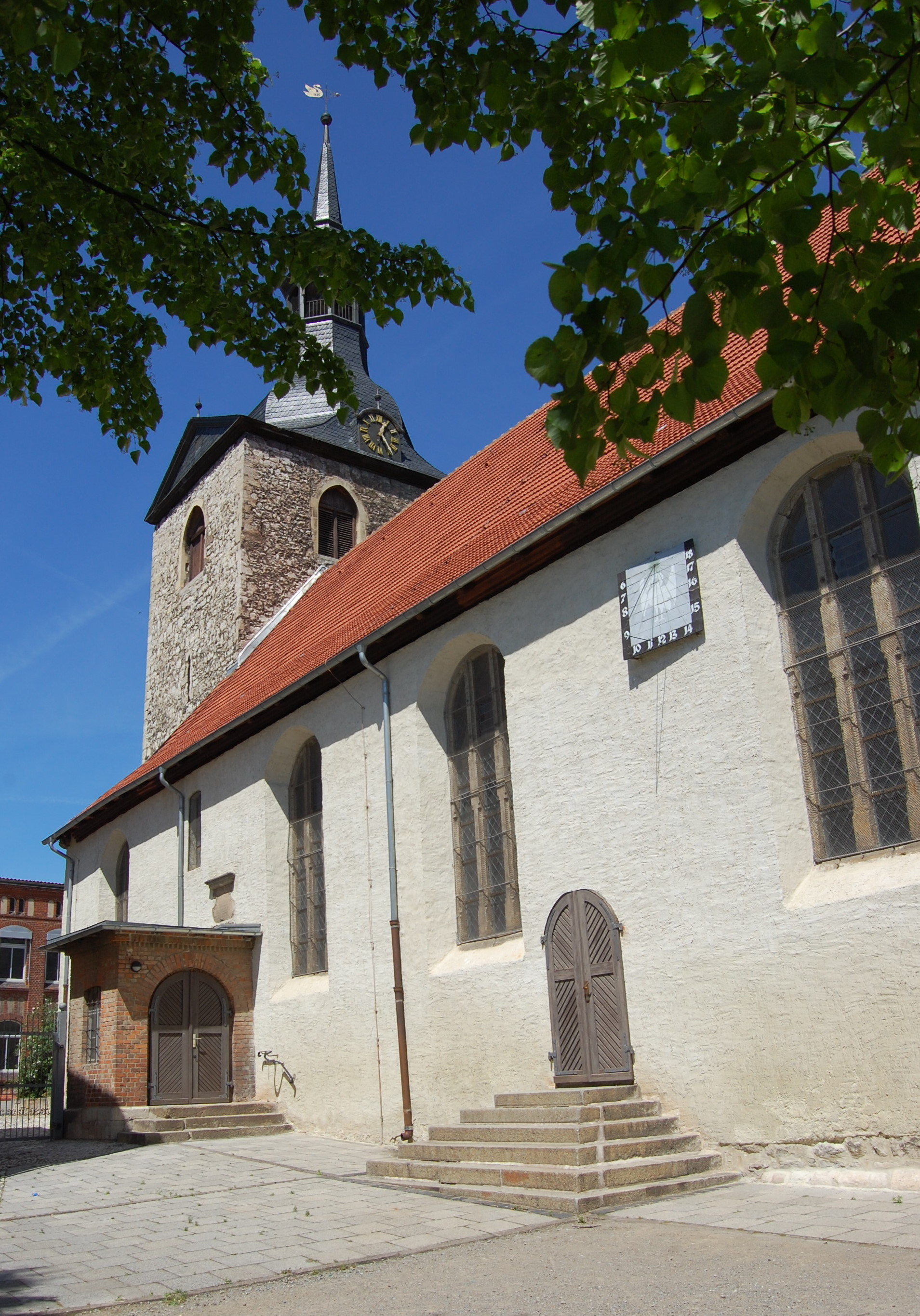
Sankt-Petri-Kirche

Die Sankt-Petri-Kirche ist die evangelische Kirche der Stadt Schwanebeck in Sachsen-Anhalt.

## Architektur und Geschichte
Der Vorgängerbau des heutigen Gebäudes entstand 1345 und wurde 1674 durch einen Brand stark beschädigt. Der westlich des Kirchenschiffs befindliche querrechteckige Kirchturm mit seinen Schallöffnungen in Form von Spitzbögen dürfte noch von dieser vorherigen Kirche stammen. Anstelle der zerstörten Kirche wurde eine Saalkirche mit rechteckigem Grundriss im Stil des Barock erbaut und 1683 geweiht. Der alte Kirchturm erhielt in diesem Zusammenhang eine barocke Spitze.
Im Kircheninneren wird von einer hölzernen Tonnendecke überspannt. An Nord- und Westseite sowie zum Teil auch an der Südseite befinden sich hölzerne Emporen. An den Brüstungen der Emporen sind Bilder die Szenen aus dem Leben Jesu darstellen. Die Bilder entstanden 1683. Auf der westlichen Empore befindet sich eine 1690 gebaute Orgel. Aus dem Jahr 1690 stammt der große hölzerne dreigeschossige Altaraufsatz mit seitlichen Durchlässen. Der mit Säulen verzierte Aufsatz zeigt Gemälde mit Darstellungen Luthers, Melanchtons und des Abendmahls. Darüber hinaus gibt es neben einer reichen Ornamentik die zwölf Apostel darstellenden Freifiguren. An der östlichen Wand der Kirche, hinter dem Altar, befindet sich ein steinerner Kopf, der wohl ursprünglich zu einem Grabmal gehörte und im 16. oder 17. Jahrhundert entstand.
Ebenfalls aus der Zeit um 1690 stammt die geschnitzte Kanzel. Sie verfügt über Nischenfiguren, die neben den Evangelisten und dem Apostel Paulus auch Christus darstellen. An der Nordseite befindet sich eine Prieche mit dem Wappen der Familie von Dorstadt, welches auf das Jahr 1683 datiert ist. Von 1692 stammen zwei große barocke Ölbilder, die das Jüngste Gericht und die klugen und törichten Jungfrauen darstellen.
Bemerkenswert ist der Inschriftengrabsteinen für den 1695 verstorbenen Bürgermeister Johann Heinrich Ortlep sowie ein Epitaph für den 1723 verstorbenen Georg Müller und seiner Ehefrau. In der geschnitzten Umrahmung des Epitaphs sind Bildnisse der Verstorbenen sowie die Kreuzigung und Grablegung darstellende Gemälde zu sehen. Auch an einem weiteren Epitaph befindet sich ein Kreuzigungsgemälde.
In der Kirche befindet sich darüber hinaus noch ein aus dem Barock stammendes Bildnis eines Pfarrers und diverse Wappenscheiben vom Ende des 17. Jahrhunderts.